# Dreams That Money Can't Buy
Dreams That Money Can't Buy är sångaren Holly Johnsons andra soloalbum, efter att ha lämnat gruppen Frankie Goes To Hollywood. Det släpptes 1991.

## Låtlista
1. "Across the Universe" - 3:54
2. "When the Party's Over" - 4:00
3. "The People Wants to Dance" - 4:21
4. "I Need Your Love" - 3:55
5. "Boyfriend '65" - 3:07
6. "Where Has Love Gone" - 4:18
7. "Penny Arcade" - 4:00
8. "Do it For Love" - 3:46
9. "You're a Hit" - 3:26
10. "The Great Love Story" - 4:40